# Германо-корейский договор
Германо-корейский договор — дипломатическое соглашение, заключённое в 1883 году между представителями Германской империи и Кореи.

## Предпосылки
В 1876 году, после подхода кораблей японских ВМФ к острову Канхвадо и создания угрозы для Сеула, между корейцами и японцами был заключён торговый договор. Благодаря заключению этого договора для Кореи открылись возможности установления дипломатических отношений со странами Запада.
В 1882 году был заключён договор с США и установлены дипломатические отношения, благодаря чему стали возможны и последующие договоры со странами Европы.

## Условия договора
Условия договора Кореи с немцами были примерно такими же, как и с другими европейскими державами: предусматривался ряд торговых преференций для Германии и т. п.
В соответствии с договором в Корею были направлены следующие германские дипломатические представители: капитан Зембиш (18 ноября 1884), Т. Кемперман (17 мая 1886), Х. Вайперт (29 сентября 1900).
Договор оставался действительным даже после установления протектората Японской империи над Кореей.